# Marie-Louise Michelsohn
Marie-Louise Michelsohn (8 octobre 1941) est une mathématicienne américaine. Elle est la première à avoir introduit le concept d'une métrique hermitienne équilibrée dans une géométrie complexe.

## Biographie

### Jeunesse et formation
Marie-Louise Michelsohn naît le 8 octobre 1941. Elle étudie au lycée au Bronx High School of Science puis entre à l'université de Chicago où elle obtient son doctorat en 1974. Sa thèse sur le thème de la topologie, Decompositions of Steenrod-Squares and Vector Fields on Manifolds, est supervisée par Melvin Gordon Rothenberg et Mark E. Mahowald.

### Carrière universitaire
Michelsohn est professeur invitée à l'université de Californie à San Diego durant un an, puis l'année suivante à Institut des hautes études scientifiques en France. Elle rejoint ensuite l'université d'état de New-York à Stony Brook.
Ses recherches portent sur la géométrie complexe, dont la géométrie des variétés de spin et l'opérateur de Dirac, et la théorie des cycles algébriques. Elle est considérée comme la première mathématicienne à introduire le concept d'une métrique hermitienne équilibrée dans une géométrie complexe,.

### Sportive accomplie
Michelsohn est également une coureuse moyenne et longue distance accomplie. Elle détient cinq records mondiaux en Championnats du monde vétérans d'athlétisme. En plus de ses records mondiaux, elle détient six records américains plein air et dix records américains intérieurs vétérans dans les catégories plus de 65 et plus de 70 ans,.

## Principales publications
- Michelsohn Marie-Louise (2016), Algebraic Cycles Representing Cohomology Operations[8].
- Lawson, H. Blaine; Michelsohn Marie-Louise (1989), Spin Geometry, Princeton University Press,  (ISBN 978-0-691-08542-5)
- Michelsohn Marie-Louise (1982), On the existence of special metrics in Complex Geometry, Acta Math. Vol. 149
- Boyer, Charles & Lawson, H. & Lima-Filho, Paulo & Mann, Benjamin & Michelsohn Marie-Louise (1993). Algebraic cycles and infinite loop spaces. Inventiones Mathematicae. 113. 373-388. 10.1007/BF01244311.
- Lawson, H. & Lima-filho, Paulo & Michelsohn, Marie-louise. (2003). Algebraic Cycles And The Classical Groups Part II, Quaternionic Cycles.